# Арнольд I (граф Клеве)
Арнольд I (нем. Arnold I. von Kleve; ум. ок. 1147) — граф Клеве с 1119 года. Также пфальцграф Томбурга, фогт Ксантена и Циффлиха. Сын Дитриха Клевского.
Расширил территорию графства за счет присоединения ряда монастырских земель и владений архиепископа Кёльнского, и приданого жены. Между 1119 и 1122 годами получил права фогта монастырей Сент-Виктор (в Ксантене) и Фюрстенберг и собственность в Хетере. Благодаря женитьбе на Иде Брабантской получил Везель. Также стал фогтом монастыря Оберндорф.
Содействовал премонстрантам в основании монастыря Бедбург.

## Жена и дети
Жена (1128) — Ида Лувенская, дочь герцога Годфрида. Дети:
- Дитрих III (1125—1172), граф Клеве
- дочь, замужем за Эберхардом фон Берг.

Некоторые историки считают также Арнольда II сыном Арнольда I.